# Konflikt w Górskim Karabachu (2016)

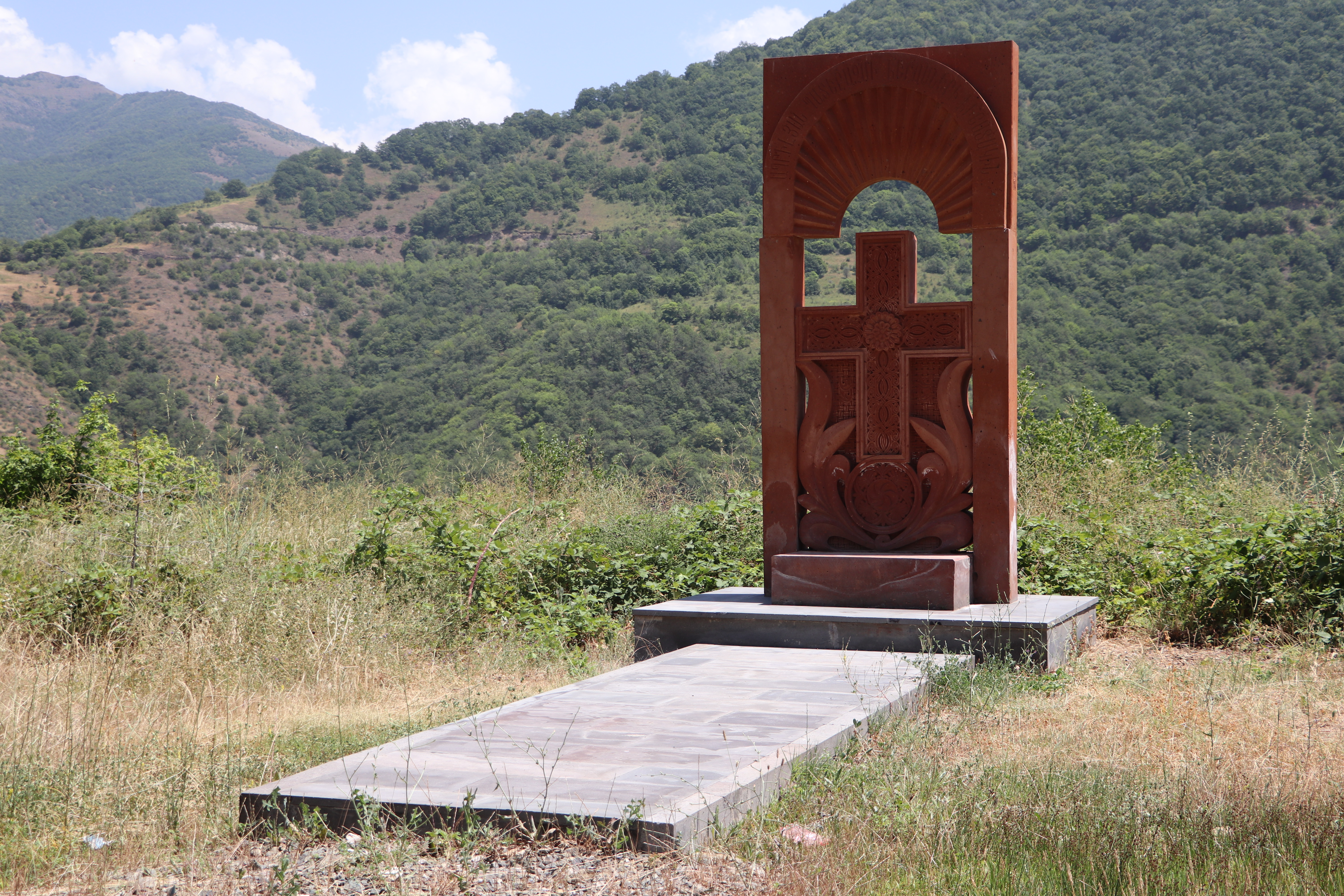
Chaczkar w miejscowości Berdzor upamiętniający Ormian zabitych w wojnie kwietniowej (stan na rok 2021)

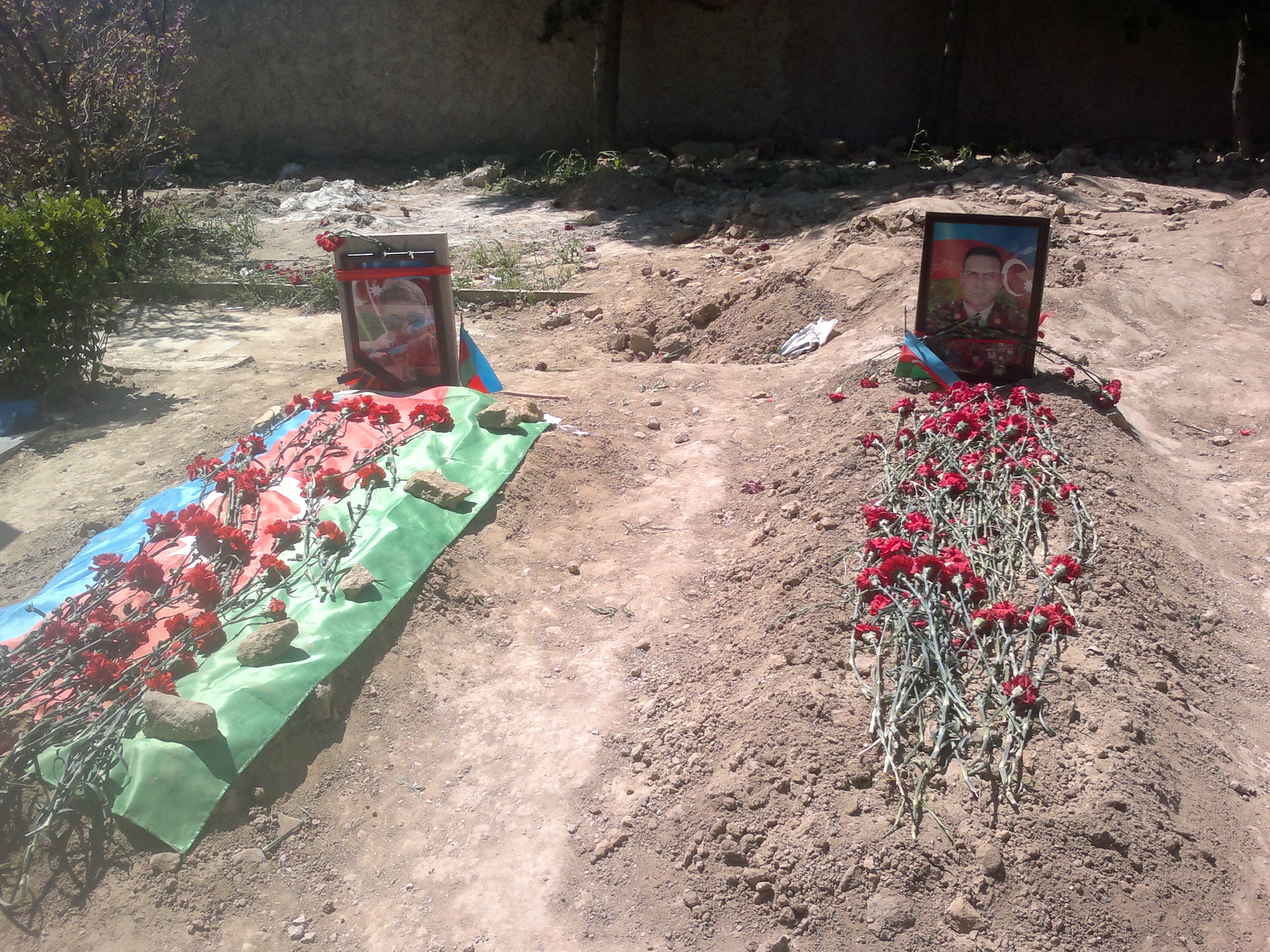
Groby azerskich żołnierzy poległych w wojnie kwietniowej (stan na rok 2016)

Konflikt w Górskim Karabachu, wojna czterodniowa lub wojna kwietniowa – krótkotrwała konfrontacja militarna pomiędzy Republiką Górskiego Karabachu (wspieraną politycznie i militarnie przez Armenię) a Azerbejdżanem w dniach 1–5 kwietnia 2016 roku, wzdłuż tak zwanej linii kontaktu ogniowego na granicy Górskiego Karabachu z Azerbejdżanem.
Do starć doszło w regionie będącym przedmiotem sporu pomiędzy de facto suwerenną Republiką Górskiego Karabachu a Azerbejdżanem. Region obejmuje dawny radziecki Nagorno-Karabachski Obwód Autonomiczny i otaczające go obszary, które zgodnie z konstytucją stanowią integralną część Republiki Górskiego Karabachu. Według Azerbejdżanu siły azerbejdżańskie starały się zapobiec ciągłemu ostrzeliwaniu przez Ormian obszarów zamieszkanych przez ludność cywilną w Azerbejdżanie i dlatego zostały zmuszone do rozpoczęcia w tym celu operacji wojskowej. Nie znaleziono jednak żadnych dowodów na prowadzenie takiego ostrzału przez Ormian. Starcia w kwietniu 2016 roku były najbardziej intensywnymi od czasu zawarcia porozumienia o zawieszeniu broni kończącego wojnę o Górski Karabach w 1994 roku.
Skala prowadzonych działań zbrojnych, liczba zaangażowanych w nie sił i sprzętu bojowego, takiego jak ciężka artyleria, w tym użycie amunicji kasetowej, czołgi, siły powietrzne i drony, a także wyraźne oświadczenia azerbejdżańskich urzędników wskazują na to, że wydarzenia z kwietnia 2016 roku nie były spontaniczną eskalacją, lecz starannie zaplanowaną i przygotowaną operacją wojskową, mającą na celu rozwiązanie konfliktu karabaskiego siłą, zamiast środkami pokojowymi.
5 kwietnia doszło do zawieszenia broni między zwierzchnikami sił zbrojnych Azerbejdżanu i Armenii w Moskwie. Władze Górskiego Karabachu również z zadowoleniem przyjęły zawarte porozumienie. Po zawieszeni broni Azerbejdżan twierdził, że odzyskał 20 km² powierzchni Górskiego Karabachu, podczas gdy ormiańscy urzędnicy sugerowali utratę jedynie 8 km² terenu bez strategicznego znaczenia. Międzynarodowa Grupa Kryzysowa poinformowała jednak, że Azerowie zajęli wzgórza, które mają strategiczne znaczenie.
Oficjalne Baku zgłosiło utratę 31 żołnierzy bez opublikowania ich nazwisk. Źródła ormiańskie podały znacznie wyższe szacunki strat azerskich, wahające się od 300 do 500 osób. Ministerstwo Obrony Armenii zakomunikowało o 92 ofiarach wojskowych i cywilnych.
Departament Stanu Stanów Zjednoczonych oszacował, że w czasie kwietniowych walk w Karabachu zginęło w sumie 350 osób, wojskowych i cywilów. Oficjalne źródła walczących stron uważają te szacunki za znacznie zawyżone lub zaniżone, w zależności od strony.